# John Robert Cartwright
Pour les articles homonymes, voir Cartwright.
John Robert Cartwright, né le 23 mars 1895 et mort le 24 novembre 1979, est un juriste canadien. Il est le juge en chef de la Cour suprême du Canada de 1967 à 1970.